# 第十九届东方风云榜
第十九届东方风云榜于2012年4月7日在上海大舞台举行，下午众明星进行了红地毯亮相，当晚，第19届东方风云榜颁奖盛典将在上海梅赛德斯-奔驰文化中心携手30余组艺人，上演华语歌坛年度终极盛典，引爆上万歌迷的大狂欢。现场还揭晓本年度最佳男女歌手、华语五强、年度风云歌手以及最佳作词、最佳作曲奖。

## 综述
和以往颁奖礼不同的是，首次在颁奖盛典前公布部分奖项，这在东方风云榜近20年的历史上也是第一次。主办方表示，与往年在颁奖盛典现场揭晓奖项归属不同，今年提前公布部分奖项的方式，是为了呈现一场完整、流畅的群星盛典秀。事实上，国际上如格莱美颁奖礼等音乐奖项，都会提前公布奖项归属，而将精彩的歌手表演留到盛典现场。
本届东方风云榜上榜歌曲甄选范围从2011年1月15日至2012年1月15日。年度十大金曲从2月8日起启动评选，截止到4月5日。在此期间，88首歌曲通过动感101各档节目滚动播出，由歌迷、DJ以及东方风云榜评审团综合评分，并最终从88首金曲中决出年度10大金曲。

## 获奖名单
第十九届东方风云榜获奖名单：
- 华语五强：
  - 最受欢迎歌手 林宥嘉 台湾地区
  - 最受欢迎歌手 蔡健雅 新加坡
  - 最受欢迎歌手 品冠 马来西亚
  - 最受欢迎歌手 Twins 香港地区
  - 最受欢迎歌手 周笔畅  内地
- 年度概念专辑 尚雯婕《in》
- 年度专辑 周笔畅《黑·择·明》
- 年度风云歌手 汪峰
- 年度数字音乐人 王啸坤
- 传媒推荐大奖 丁当 胡彦斌
- 最佳音乐录影带 尚雯婕《Underneath暗流》
- 最佳年度飞跃 刘惜君《怎么唱情歌》
- 最佳组合 牛奶咖啡
- 最佳唱作人 许嵩
- 最佳男歌手 陈楚生
- 最佳女歌手 李宇春
- 全能艺人 李宇春
- 最佳乐队 果味VC
- 最佳年度飞跃 付辛博
- 最佳舞台演绎 至上励合
- 最佳风格突破 江映蓉
- 最佳作词 宁财神《一万光年》
- 最佳作曲 牛奶咖啡《明天，你好》
- 本地杰出歌手 张志林
- 东方新人
  - 金奖 陈翔
  - 银奖 张超
  - 铜奖 王野
- 十大金曲
  - 刘惜君《怎么唱情歌》
  - 许嵩《想象之中》
  - 汪峰《存在》
  - 丁当《冷血动物》
  - 严艺丹《三寸天堂》
  - 牛奶咖啡《明天，你好》
  - 胡彦斌《一万光年》
  - 薛之谦《我终于成了别人的女人》
  - 付辛博《我，一个人》
  - 王啸坤《故意》
- 年度对唱歌曲
  - 毛方圆、蔡岫勍《Love Surrounds Me》
  - 戚薇、范逸臣《黑白之间》
  - 薛之谦、黄龄《我们爱过就好》